# Богдан Батрух
Богда́н Ба́трух (пол. Bohdan Andriyovych Batruch нар. 9 серпня 1957, Білий Бір, Польща) — український кінопродюсер, кінодистриб'ютор, кіноексперт та меценат. Засновник кінотеатральної мережі «Кінопалац», студії дублювання кінострічок «Le Doyen Studio» та кінодистриб'юторської компанії «B&H Film Distribution». Зять покійного українсько-канадсько-швейцарського економіста Богдана Гаврилишина. Походить зі стародавнього українського роду Батрухів, яких примусово переселили на північ Польщі у 1940-х роках в рамках операції Вісла.
Живе у Києві, Варшаві та Женеві.

## Життєпис
Народився 9 серпня 1957 року у польському місті Білий Бір. Походить із стародавнього українського роду Батрухів з 400-річною історією, члени якого беруть свої витоки з села Кінське (нині Підкарпатське воєводство, Польща) і яких примусово переселили у 40-х роках ХХ століття в рамках операції Вісла з їх рідного краю на північ Польщі. Батько був кравцем, мати — домогосподаркою. Батьки мали восьмеро дітей: чотирьох синів та чотирьох дочок. Богдан Батрух був сьомою дитиною.
У 1979—1984 роках навчався та закінчив Театральну академію імені Александра Зелверовича у Варшаві за спеціальністю драматург, сценарист та театральний критик. Дипломна робота Батруха — документальний фільм. Після закінчення університету в Польщі поїхав до Канади і там працював з Голлівудом, з MGM та іншими кінокомпаніями; його першим роботодавцем був канадець українського походження з Монреалю, Юрій Роговий.
Наприкінці 1980-х був виконавчим директором фонду Karl Popper Foundation — спільного проекту швейцарського уряду та американського мільярдера Джорджа Сороса. Серед його перших проектів була організація закордонних поїздок українських політиків з УРСР до Західної Європи. Також на початку 1990-х допомагав створити в Україні низку важливих демократичних інституцій та законів: 1991 році допомагав при створенні української Банкнотної фабрики, а у 1994 був співавтором закону «Про авторське право і суміжні права», ухваленого 1994 року, і який почав діяти 1995 року.
У 1995 році заснував кінодистриб'юторську компанію «B&H Film Distribution» у часи коли в Україні працювали лише чотири кінотеатри у Києві, Кропивницькому, Хмельницькому та Чернівцях. Згодом відкрив перший кінотеатр від мережі «Кінопалац» у Києві. Тоді ж в 1995 році було укладено контракт з компанією «Буена Віста Інтернешнл».
У жовтні 2002 року Батрух започаткував російськомовний журнал про кіно CINEMA (з жовтня 2006 по березень 2007 видавався українською). Засновником журналу була кінокомпанія B&H Film Distribution, видавець — компанія CMT Publishing. Журнал закрили у квітні 2007 року через неприбутковість.
У 2008 році відкрив студію дублювання «Le Doyen Studio», що стала першою в Україні студією, що отримала сертифікат «Студія Dolby Premier».
У 2010-их дистриб'юторська компанія Богдана Батруха B&H була однією з перших що почала випускати повнометражні україномовні художні стрічки у широкий український прокат, зокрема першими українськими стрічками прокатника стали «Тіні незабутих предків» (2013) та «Поводир» (2013). У 2015 році в інтерв'ю журналу «Країна» Батрух зізнався, що вподобання українців кіноглядачів не змінюється вже багато років і пересічний українець хоче аби фільм допоміг йому «відірватися від [буденного] життя — щоб відволіктися від нього.»

## Особисте життя

### Релігійні погляди
Ходить до української греко-католицької церкви у Києві, але вважає себе парафіянином Церкви Різдва Богородиці УГКЦ у Білому Борі (Польща), місті куди вивезли його родину та де пройшло його дитинство. В одному з інтерв'ю зізнався що він зустрівся з Йосифом Сліпим за його життя й ця зустріч мала значний вплив на світогляд Батруха.

### Персональні вподобання
В інтерв'ю ЗМІ зізнавався, що вважає японську цивілізацію набагато вищою за своїм рівнем від європейської; зокрема він надзвичайно вражений тим, що на відміну від європейської цивілізації де все побудовано на індивідуумі, у японській цивілізації все побудовано на перетворенні людини у частину суспільства.
Батрух вважає себе анти-колекціонером й не любить колекціонувати нічого окрім книг. Серед зацікавлень Батруха — містика та речі, що мають містичне походження. Також захоплюється архітектурою, живописом і класичною музикою. Любить всі кіно-жанри окрім горору, стверджує що «просто фізично не терп[ить] горору».

### Родина
Одружений. Одружився у 1984 році у Варшаві з дочкою українсько-канадсько-швейцарського економіста Богдана Гаврилишина Тіною Батрух Гаврилишиною (пол. Tina Batruch Hawrylyshyn). Має трьох братів та чотирьох сестер. Зокрема один з його молодших братів — священнослужитель отець-митрат Стефан Батрух, що проживає у Польщі, а один з старших братів — Андрій Батрух, проживає та працює лікарем у Німеччині.
Має двох дітей від свого шлюбу з Тіною Батрух Гаврилишиною: сина Матея (1989 р.н.), який працює неврологом та живе в Україні (у Львові) та на два роки старшу від Матея доньку (1987 р.н.) Анатолію, яка працює соціологом та живе в Австралії.

## Фільмографія

### Помічник-редактор
- Художній фільм «Полонені серця[en]» (англ. Captive Hearts (1987)) — помічник-редактор.[31]

### Виконавчий продюсер
- Документальний фільм «Зима у вогні» (англ. Winter on Fire, Netflix, 2015) — виконавчий продюсер.[32]

- Документальний фільм «Плач з Сирії[en]» (англ. Cries from Syria, HBO, 2017) — виконавчий продюсер.[33]

## Меценатська діяльність

### Підтримка запровадження українського дубляжу (2006)

#### Позиція щодо запровадження у 2006 українського дубляжу в кінотеатрах України
Богдан Батрух був прихильником обов'язкового дублювання українською іншомовних фільмів для українського кінопрокату з самого його запровадження у 2006 році. Він неодноразово спростовував неправдиві заяви противників українського дубляжу про нібито «меншу відвідуваність дубльованих українською фільмів» та робив все аби україномовні глядачі отримали змогу дивитися фільми рідною мовою. Показово, що у інтерв'ю російськомовній версії журналу Forbes у жовтні 2013 року Батрух зізнався, що «колись мене особисто ображало те, що все кіно в Україні йде російською. Я вважав що так не має бути. Зараз [же] мене вже нічого не ображає.» Згодом Батрух зізнався, що для нього «Мова — це така річ, свята, як релігія […] Не можна не шанувати мову. Це жорстоко.»
За словами пана Батруха, під час запровадження українського дубляжу в кінотеатрах України, Росія, за допомогою своїх агентів в Україні, чинила цьому шалений спротив. Так, за твердженням пана Батруха, у 2008 році дискусія про необхідність обов'язкового озвучування українською іншомовних фільмів велася навіть не між самими українськими кінодистриб'юторами, а між тими, хто представляв американських мейджорів (тобто офіційними кінодистриб'юторами голлівудських студій в Україні) та одним із головних ідеологів путінського режиму — Владиславом Сурковим. Батрух стверджує, що Сурков за допомогою своїх агентів в Україні не хотів допустити, аби українська мова звучала в українських кінотеатрах. Під час круглого столу, організованому Телекритикою у березні 2015 року, пан Батрух зізнався, що:
|  | Тоді, у 2008 році, за підтримки американських мейджорів ідею запровадження обов'язкового україномовного дубляжу вдалося відстояти, хоча на першому етапі вона й була комерційно невигідною для українських кінодистриб'юторів; [...] але на відміну від кінотеатрального ринку, у 2015 році українське ТБ [все ще] є на паску у Суркова. |

#### Позиція щодо ринку домашнього відео в Україні
У червні 2009 року під час інтерв'ю щодо ринку відео-дистриб'юції в Україні з Віталієм Чернетським, професором Маямьского Університету, для публікації Ради міжнародних наукових досліджень та обмінів (IREX) «Політика кіно-виробництва та кіно-дистриб'юції в Україні: питання ідентичності, мови та крос-культурного впливу» пан Батрух зауважив, що 90 % легальних DVD/Blu-ray дисків, що продаються в Україні не мають опції перегляду стрічки з українським озвученням або ж субтитрами й мають на диску виключно російське озвучення. У 2011 році в інтерв'ю журналу Країна, Батрух наголосив, що права на розповсюдження DVD в Україні досі залишаються у російських фірм, і тому «важко знайти в крамницях диски з фільмами українською».

### Фінансування відновлення пам'ятки київської архітектури «Будинку зі зміями та каштанами» (2017)
У 2017 році Батрух фінансово проспонсорував відновлення пам'ятки київської архітектури «Будинок зі зміями та каштанами».

### Фінансування будівництва церков

#### Фінансування будівництва Церкви Різдва Богородиці УГКЦ у Білому Борі (1997)
Батрух був одним з меценатів будівництва Церкви Різдва Богородиці УГКЦ у його рідному місті Білий Бір (Польща). Художником церкви став відомий польський художник українського походження Юрій Новосільський, а архітектором — Богдан Котарба. Робота над будівництвом церкви розпочалася у 1992 році й тривала до 1997 року.

#### Фінансування будівництва Церкви Покрови Пресвятої Богородиці ПЦУ в селі Липівка (2020)
Батрух був одним з меценатів будівництва православної церкви ПЦУ в селі Липівка Макарівського району на Київщині. Церква є зменшеною копією Константинопольського собору Айя-Софії. Ще у 2006 році Батрух запросив Петра Бевза до роботи над авторським ескізом проекту Церкви Покрови Пресвятої Богородиці у селі Липівка Київської області й роботи тривали більше десяти років аж до 2020 року.
Кінцевий варіант розпису церкви виконав відомий український художник Анатолій Криволап. Розпис церкви Криволапом велася у тандемі з колегою Криволапа, монументалістом Ігорем Ступаченком ще з 2015 року. У січні 2019 року Криволап повідомив в інтерв'ю газеті «Урядовий кур'єр», що будівництво та розпис церкви завершитися у 2020 році, коли буде офіційне відкриття «Церкви Покрова Святої Богородиці.» Перед монтуванням розпису безпосередньо в церкві частина розписів стала доступна з 5 червня по 14 липня 2019 року для світської аудиторії у київській галереї «Лавра» на виставці «Українська ідентифікація».